# Évacuation du Mandchoukouo

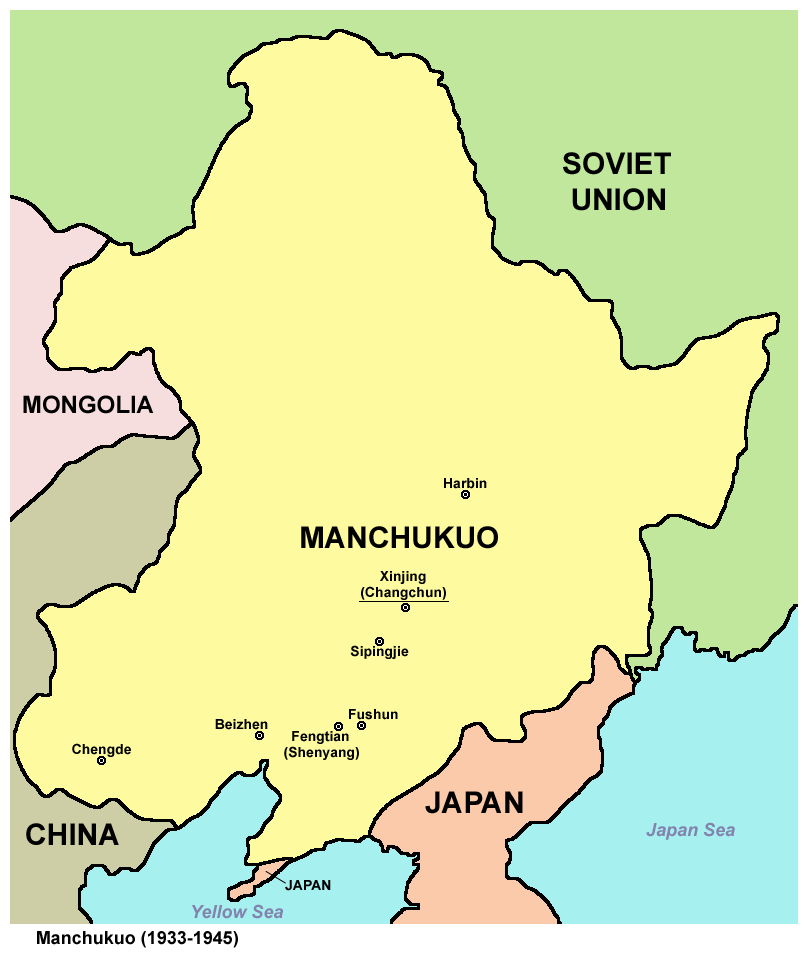
Carte du Mandchoukouo à l'échelle régionale.

 (avril 2023).
Si vous disposez d'ouvrages ou d'articles de référence ou si vous connaissez des sites web de qualité traitant du thème abordé ici, merci de compléter l'article en donnant les références utiles à sa vérifiabilité et en les liant à la section « Notes et références ».
L'évacuation du Mandchoukouo par l'empire du Japon se déroule durant l'invasion soviétique de la Mandchourie d'août 1945. 

## Forces en présence de l'armée japonaise du Guandong
Le 10 août 1945, les unités du 17e front japonais (de Corée) et de la 5e armée de l'air sont placées sous le commandement de l'armée du Guandong. Celle-ci compte ainsi presque 750 000 hommes et officiers. Elle dispose de 1 155 chars et canons automoteurs, 1 800 avions, et 30 navires de guerre. Les forces japonaises entières déployées en Mandchourie, en Mongolie-Intérieure et en Corée dépassent le million d'hommes.

## Opérations militaires russes au Mandchoukouo et en Corée
L'armée soviétique dispose de 1,7 fois plus d'infanterie, 4,5 fois plus de chars, et 2,8 fois plus d'avions que les Japonais. Sur le théâtre maritime, les forces navales soviétiques, au contraire du Japon, ne possèdent ni porte-avions, ni cuirassés. Cependant, les chances que ces vaisseaux apparaissent dans le golfe de Corée ou la mer du Japon sont faibles depuis que la domination soviétique de l'espace aérien est complète.
Le 9 août 1945, l'armée soviétique commence l'« offensive de la Songhua ». La flottille de l'Amour (en) assiste les troupes du second front d'Extrême-Orient en route vers l'armée japonaise du Guandong. Après avoir traversé les fleuves Amour et Oussouri avec l'aide de la flottille de l'Amour, des troupes de deux armées soviétiques et un corps d'infanterie capturent deux têtes de pont sur les cours d'eau.
L'armée japonaise utilise diverses artilleries de terrain pour tenter d'arrêter l'Armée rouge, mais manque de munitions sur la ligne de front et échoue à obtenir des résultats satisfaisants sur l'infanterie et les chars russes déployés depuis l'Extrême-Orient russe et la Mongolie au Mandchoukouo et au Mengjiang.
Au même moment et avec un soutien maritime, une force soviétique entre à Fuyuan et prend rapidement la ville. La 1re brigade des canonnières du fleuve de la flottille de l'Amour entre dans l'estuaire de la rivière Songhua pour soutenir les troupes qui débarquent couvertes par l'artillerie navale. Le 10 août, les forces soviétiques capturent le district fortifié de Songhua et le centre de défense de Tuntsiang. C'est là que l'équipage de la canonnière Sun Yatsen se distingue.
Lorsque les forces soviétiques prennent le district fortifié de Futsing, la canonnière, agissant conjointement avec un détachement de blindés, détruit cinq emplacements permanents, un dépôt de munitions et six batteries de mortier. Au même moment, le Sun Yatsen transfère des troupes terrestres de l'autre côté de la rivière et soutient leur débarquement avec des tirs d'artillerie.
Le 18 août, des troupes de la 15e armée capturent le district fortifié de Sun'u, la ville de Sun’u, et capturent 20 000 soldats japonais. Le 19 août, des troupes terrestres soviétiques et des marins de la flottille de l'Amour capturent Sansing. Le 20 août, à Harbin, capturée par des parachutistes russes, les première et seconde brigades de la flottille de l'Amour acceptent la capitulation de la flottille de la Songhua japonaise seule.
La supériorité aérienne soviétique est alors presque totale. Dans tous les cas, si n'importe quel avion japonais tentait de décoller, les chasseurs russes l'abattaient presque instantanément.
Les troupes de parachutistes sont formées de membres d'équipages de navires de guerre ou d'unités côtières de la flotte du Pacifique débarqués à Port-Arthur (Liaoshun) et Dairen (Dalian). Le 25 août, 17 hydravions GST partis de l'aéroport de Sukhodol près de Vladivostok débarquent au large de Port-Arthur avec des unités terrestres composées de marins du Pacifique. Le même jour, les garnisons japonaises de Port-Arthur et de Dairen déposent leurs armes, et la flotte russe du Pacifique hisse le pavillon maritime de la Russie sur la forteresse de Port-Arthur.
C'est le groupe aérien de la flotte du Pacifique qui ouvre les hostilités en attaquant les ports coréens sous contrôle japonais de Unggi (Sonbong), Rasŏn et Seishin, qui servent de bases navales japonaises en actuelle Corée du Nord. À la suite des attaques aériennes soviétiques, les communications maritimes du Japon sont coupées dès le premier jour du conflit.
Peu après le commencement des raids des aviateurs soviétiques sur les bases japonaises, l'amiral de la flotte du Pacifique Ivan Stepanovitch Ioumachev (en) décide, avec l'accord du maréchal Alexandre Vassilievski, de débarquer des troupes à Yuki, Rashin et Seishin. À l'aube de cette opération navale, des bombardiers et des chasseurs continuent à attaquer ces ports. En même temps, ces bases navales sont attaquées par la mer par des torpilleurs de la division commandée par le lieutenant-capitaine M. G. Malik. Les attaques aériennes et navales affaiblissent sérieusement les défenses des trois villes et provoque la destruction d'au moins vingt navires de transport et autres vaisseaux japonais.
Le but de l'opération de débarquement à Seishin, achevée durant les premiers jours de la guerre, est de capturer la base navale japonaise afin de priver l'ennemi de possibles réception de renforts, d'équipement ou de munition du Japon, et également de prévenir l'évacuation des troupes et équipement vers le Japon. Seishin est un district fortifié avec 4 000 soldats, protégé par la mer par des batteries côtières. L'intention de la flotte russe du Pacifique est d'attaquer soudainement pour capturer la ligne d'amarrage du port et d'effectuer une reconnaissance des troupes ennemies. Il est prévu de débarquer ensuite les forces principales, d'occuper la ville et de tenir jusqu'à l'arrivée de la 25e armée soviétique qui avance le long de la côte.
La principale force de débarquement comprend le 355e bataillon séparé de marine du major M. Barabolko (1er échelon), la 13e brigade de marine du major-général V. P. Trushin (2e échelon) et la 335e division d'infanterie (3e échelon). Le destroyer Voikov, le mouilleur de mines Argun, huit navires de garde-côtes, sept dragueurs de mines, vingt-quatre torpilleurs, douze navires de débarquement et sept de transport sont impliqués. La protection aérienne en soutien au débarquement compte 188 bombardiers et 73 chasseurs – presque sept régiments aériens. Le major-général Trushin est aux commandes de l'opération entière avec le capitaine A. F Studenchikov qui dirige le débarquement.
Le 13 août à 7h00, après que la force aérienne de la flotte du Pacifique a terminé de bombarder les structures de défense ennemies à Seishin, six torpilleurs menés par le lieutenant-capitaine Markovsky font route vers Seishin. Ces navires viennent avec un détachement de scouts mené par le lieutenant V. N. Leonov, et une compagnie de canonniers sous-marins du lieutenant I. M. Yarotsky d'Inlet Novik (île Rousski). Une fois la force de débarquement s'engageant dans les rues de Seishin, la résistance japonaise devient particulièrement féroce. Les marins avancent lentement et engagent les Japonais dans des combats au corps à corps. Le matin du 14 août, les troupes du premier échelon débarquent à Seishin, et celles du second échelon le 15 août. Il n'y avait pas besoin à terre du troisième échelon, puisque les 6 000 marins déjà présents à Seishin sont suffisants pour capturer la ville. Durant l'après-midi du 16 août, les marins, coopérant avec la 393e division d'infanterie de la 25e armée, prennent le contrôle de la ville.
Le succès du débarquement est largement dû au soutien de la marine et de l'aviation. Le destroyer Voikov, le mouilleur de mines Argun et les autres navires de guerre avaient ouvert le feu sur l'ennemi à soixante-cinq reprises. Le garde-côtes Metel du lieutenant-général L. N. Baliakin avait soutenu l'opération en abattant un avion japonais et détruit un train blindé transportant du matériel, une batterie côtière, et huit fortifications.
Durant cette bataille de Seishin, les Japonais perdent plus de 3 000 hommes et un important stock d'armement de d'équipement. Des centaines de soldats soviétiques seront décorés pour leur mérite.
Après la prise de Seishin, les marins de la flotte du Pacifique, commandés par Studenchikov, capturent deux importantes places fortes : les ports d'Odetsin et de Genzan, où 6 238 Japonais sont faits prisonniers.
Les Soviétiques récupèrent ce territoire que le Japon avait conquis en 1931, et démantèlent très vite les infrastructures industrielles mandchoues. Cette action prive les troupes de Tchang Kaï-chek d'une région vitale de la Chine et donne à l'armée de la 8e route de Mao Zedong l'opportunité d'envahir l'ancien empire mandchou.[réf. nécessaire]